# Teveașeve, Novopskov
Teveașeve (în ucraineană Тевяшеве) este un sat în comuna Osînove din raionul Novopskov, regiunea Luhansk, Ucraina.

## Demografie
Componența lingvistică a localității Teveașeve
     Ucraineană (77,27%)
     Rusă (22,73%)
Conform recensământului din 2001, majoritatea populației localității Teveașeve era vorbitoare de ucraineană (77,27%), existând în minoritate și vorbitori de rusă (22,73%).